# Coleophora milvipennis
Coleophora milvipennis (лат.) — вид молевидных бабочек-чехлоносок (Coleophoridae).
Палеарктика: от Европы до Японии.

## Описание
Мелкая молевидная бабочка. Размах крыльев 11—13 мм. Ранее считался кормящейся березами формой Coleophora limosipennella до 1970-х годов, когда он был выделен в отдельный вид. У взрослых бабочек охристые передние крылья с беловатой полосой вдоль берега. В июле есть одно поколение со взрослыми. Кормовое растение гусениц — береза (Betula, личинка, строит длинный узкий футляр, создавая коричневые пятна на листьях).

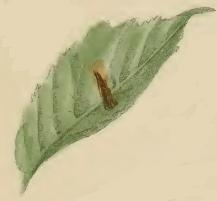
Повреждения
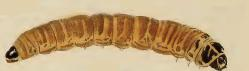
Гусеница
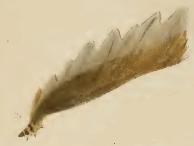
Чехлик